# Badin
Badin és una població dels Estats Units a l'estat de Carolina del Nord. Segons el cens del 2000 tenia 1.154 habitants.

## Demografia
Segons el cens del 2000, Badin tenia 1.154 habitants, 494 habitatges i 328 famílies. La densitat de població era de 278,5 habitants per km².
Dels 494 habitatges en un 33% hi vivien nens de menys de 18 anys, en un 48% hi vivien parelles casades, en un 14% dones solteres, i en un 33,6% no eren unitats familiars. En el 31,2% dels habitatges hi vivien persones soles el 17,8% de les quals corresponia a persones de 65 anys o més que vivien soles. El nombre mitjà de persones vivint en cada habitatge era de 2,34 i el nombre mitjà de persones que vivien en cada família era de 2,91.
Per edats la població es repartia de la següent manera: un 25,3% tenia menys de 18 anys, un 7,5% entre 18 i 24, un 26,8% entre 25 i 44, un 22,3% de 45 a 60 i un 18,2% 65 anys o més.
L'edat mediana era de 39 anys. Per cada 100 dones de 18 o més anys hi havia 78,1 homes.
La renda mediana per habitatge era de 27.031 $ i la renda mediana per família de 32.692 $. Els homes tenien una renda mediana de 27.396 $ mentre que les dones 21.417 $. La renda per capita de la població era de 15.320 $. Entorn del 9,4% de les famílies i el 12,2% de la població estaven per davall del llindar de pobresa.

## Poblacions més properes
El següent diagrama mostra les poblacions més properes.